# Islam Satpayev
Islam Satpayev (en kazajo: Ислам Сәтпаев; Almaty, 21 de septiembre de 1998) es un deportista kazajo que compite en tiro, en la modalidad de rifle. Participó en los Juegos Olímpicos de París 2024, obteniendo una medalla de bronce en la prueba de rifle 10 m mixto (junto con Alexandra Le).

## Palmarés internacional
| Juegos Olímpicos | Juegos Olímpicos | Juegos Olímpicos  | Juegos Olímpicos |
| Año              | Lugar            | Medalla           | Prueba           |
| ---------------- | ---------------- | ----------------- | ---------------- |
| 2024             | París (Francia)  | Medalla de bronce | Rifle 10 m mixto |